# Festival Jarmily Novotné
Festival Jarmily Novotné je hudební festival, který každoročně pořádá nezisková organizace Zámek Liteň z.s. v zámeckém areálu v Litni od roku 2012.

## O festivalu
Nezisková organizace Zámek Liteň z.s. obnovuje odkaz Jarmily Novotné a rodu Daubků. Navrací povědomí o životě a díle významné operní divy a šlechtického rodu Daubků, kteří kdysi spravovali a obývali panství v Litni. Podporuje a zapojuje se také do různých komunitních projektů.

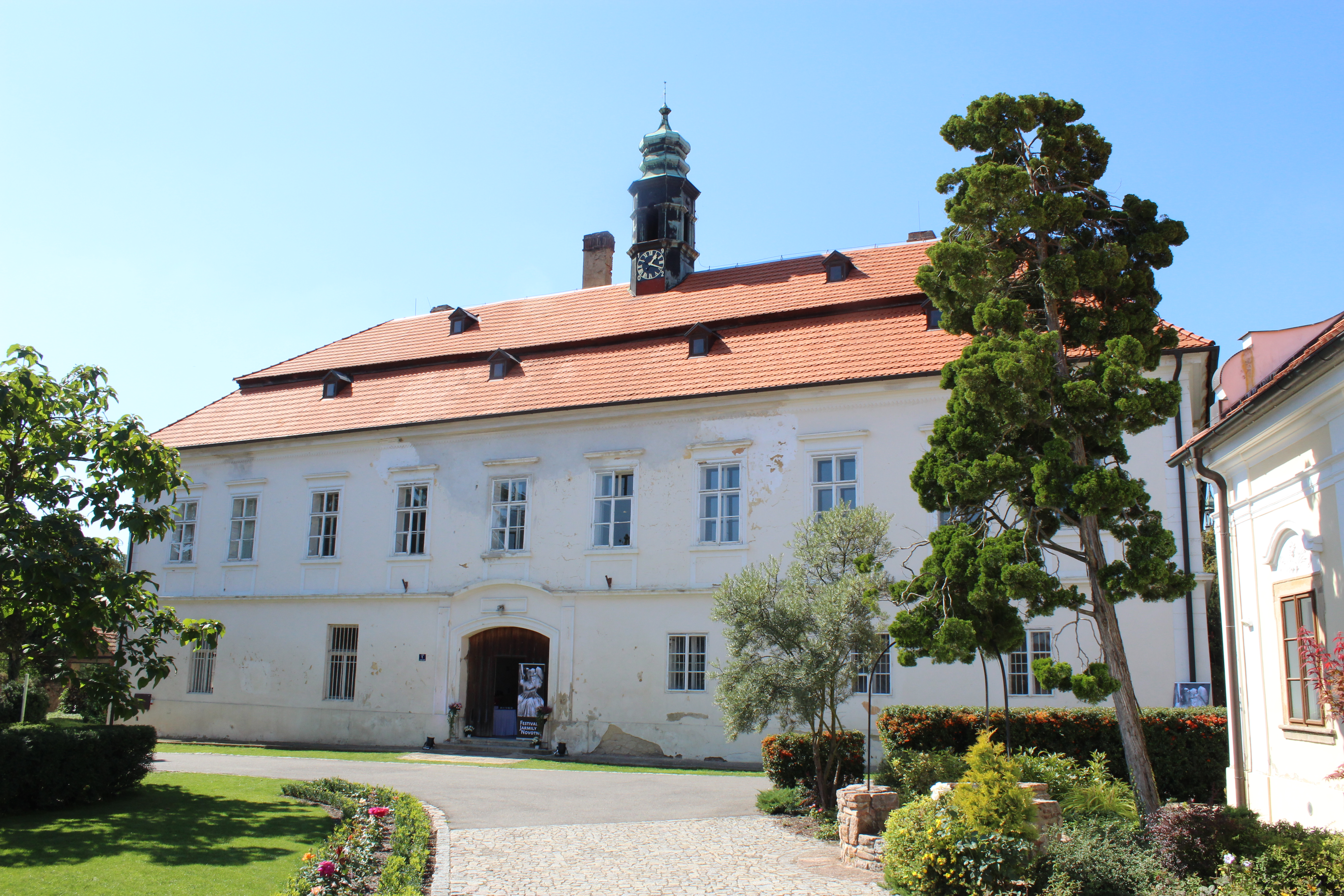
Zámek Liteň

Festival založila Ivana Leidlová. Spolu s manželem koupili zdevastovaný zámecký areál v Litni, kde Jarmila Novotná se svým mužem, Jiřím Daubkem, kdysi pobývala. Pak přišlo setkání se synem Jarmily Novotné, Georgem Daubkem. Seznámila se s historií zámku a rozhodla se znovu pozvednout jméno a navrátit lesk Jarmile Novotné, dlouholeté sólistce Metropolitní opery a hvězdě filmového plátna.
V roce 2012 byla v polorozbořeném zámku uspořádána první výstava o životě a historii zámeckého areálu a také výstava fotografií Jarmily Novotné. Na podzim se pak uskutečnil první festivalový víkend, na který z Ameriky přijeli Daubkovi. Pak se ozvaly známé osobnosti, jako dirigent Jiří Bělohlávek, tenorista Peter Dvorský a mnozí další. Oceňovali, že se festival věnuje umělkyni, o které v Česku léta nikdo neslyšel. To byl impuls k tomu, že se Ivana Leidlová stala zakladatelkou a ředitelkou Festivalu i neziskové organizace Zámek Liteň z.s.

## Organizační tým festivalu
- Ivana Leidlová, zakladatelka a ředitelka neziskové organizace Zámek Liteň, z.s a výkonná ředitelka Festivalu Jarmily Novotné: po absolvování Vysoké školy ekonomické v oboru mezinárodní obchod a právo (Ing., 1997) a Rochester Institute of Technology (MBA, 2000) působila na pozici firemní bankéř (relationship manager) u Citibank. V letech 2003–2011 vedla oddělení mezinárodní klientely v rámci korporátního bankovnictví (bankovnictví pro právnické osoby) v Unicredit Bank, Česká republika. Po odchodu na mateřskou dovolenou (synové David a Lukáš) se rozhodla věnovat neziskové sféře.

- Barbora Dušková, PR (vztahy s veřejností) a marketing: absolventka Vyšší odborné školy publicistiky, oboru kulturní publicistika se po letech působení v modelingové agentuře nebo PR v komerčním sektoru, rozhodla pro kulturní sféru. Od roku 2011 se věnuje PR a marketingu kulturních projektů z oblasti filmu, výtvarného umění či divadla, ale ze všeho nejbližší je jí hudba. Po působení v orchestru PKF – Prague Philharmonia, kde byla vedoucí PR a marketingu, odešla na volnou nohu a podílí se na různých kulturních projektech. Pro Zámek Liteň z.s. pracuje od roku 2015.

- Michaela Tučková, podpora týmu, produkce: po ukončení studia na Vysoké škole ekonomické působila v agentuře ACNielsen jako analytik trhu. Později se věnovala filmovému marketingu v distribuční společnosti Bontonfilm. Od odchodu na mateřskou dovolenou je její hlavní náplní péče o tři dcery a podle svých možností pomáhá zajišťovat plynulý chod organizace Zámek Liteň, z.s.

- Dita Hradecká, spolupráce na dramaturgii Festivalu Jarmily Novotné: vystudovala klavír na konzervatoři, a muzikologii na Filosofické fakultě Univerzity Karlovy. Publikovala v odborných časopisech a připravovala rozhlasové pořady či koncertní programy. V publikační činnosti pokračovala v Lidových novinách (2000–2009). Absolvovala stáž pro odborné novináře v Berlíně (2003–2004). Donedávna vyučovala hudební historii na New York University of Prague. V letech 2010–2012 působila na Ministerstvu kultury ČR. V letech 2016–2018 vedla redakci vážné hudby na Vltavě, v roce 2019 se stala vedoucí knihovny Ústavu hudební vědy na Filozofické fakultě.

## Poradní sbor Zámku Liteň, z.s.
Členové poradního sboru Zámku Liteň, z.s.:
- Eliška Hašková Coolidge
- Peter Dvorský
- Jiří Vejvoda
- Adam Plachetka
- Jakub Hrůša

## Historie festivalu

### Festival 2012
- Po 65 letech se na zámek Liteň vrátili členové rodu, který byl z místa vyhnán, a zapojili se do organizace akce.
- Po 20 letech byly zámek a hrobka rodiny Daubkových po dobu festivalu otevřeny pro veřejnost..
- Poprvé v Evropě zazněla Orchestrální suita č. 2 h moll BWV 1067 J. S. Bacha v nově objevené původní verzi pro hoboj. (Projekt hobojisty Gonzala X. Ruize, profesora na Juilliard School v New Yorku, který byl za nahrávku nominován na Grammy v roce 2010).
- Liteňský zámek a festival se napojil na Mezinárodní pěveckou soutěž Antonína Dvořáka v Karlových Varech účinkováním Alžběty Vomáčkové, nositelky Ceny Jarmily Novotné.

### Festival 2013
Festival se konal pod záštitou předsedkyně Poslanecké sněmovny ČR paní Miroslavy Němcové, ministra zahraniční pana Karla Schwarzenberga a pod záštitou Ministerstva kultury s tímto programem:
- Vlastní operní produkce: Představení Apolla a Dafné v zámeckém parku s dětmi z Litně a s režijním vedením Gonzala Ruize (USA).
- Uvedení světové premiéry: Nový špalíček Bohuslava Martinů – cyklus písní, který premiérovala Jarmila Novotná a Jan Masaryk – v nové instrumentaci pro 10 nástrojů.
- Vzdělávací programy: Vznikl studentský dokument o 1. ročníku festivalu. Výstava v zámku byla doplněna o nové panely. Konaly se přednáška o filmech Jarmily Novotné a hudebně výtvarný workshop pro nejmenší.
- Po celkové rekonstrukci se po dobu festivalu otevřel zámecký park. Patrony nově zasazených stromů se stali John Malkovich a Jiří Bělohlávek.
- Galakoncerty byly uspořádány v netradičním prostředí bývalé stodoly. Hrálo se a zpívalo i v parku.
- Spolupráce s médii. Festival vzbudil zájem České televize, která odvysílala reportáž v pořadu Terra musica. Český rozhlas 3 – Vltava připravil celý „Víkend s Jarmilou Novotnou“. V jeho rámci zazněly mimo jiné dva přímé přenosy koncertů z Litně pro 1000 návštěvníků.

Festivalu se zúčastnila a s jeho uskutečněním pomáhala rodina Daubkových: George, jeho dcera Tatiana a manželka Cathy.

### Festival 2014
Třetí ročník festivalu byl slavnostní vzhledem k vyhlášenému Roku české hudby a ke 20. výročí úmrtí Jarmily Novotné. Konal se pod záštitou ministra kultury ČR Daniela Hermana a Amerického velvyslanectví v České republice.
- V prostorách zámeckého areálu Liteň byly uspořádán mistrovský pěvecký kurz pod vedením mezzosopranistky Dagmar Peckové. Během kurzu se pro frekventanty konal doprovodný vzdělávací program.
- Vyvrcholením festivalu se stal komentovaný galakoncert Pocta Jarmile Novotné v režii Michala Cabana, na němž dne 30. 8. 2014 pod vedením Jiřího Bělohlávka, člena poradního sboru Festivalu Jarmily Novotné, a za doprovodu orchestru PKF – Prague Philharmonia vystoupili čeští pěvci, kteří se podobně jako Jarmila Novotná proslavili v zahraničí: Dagmar Pecková, Martina Janková, Adam Plachetka a Štefan Margita. Koncert moderoval Jiří Vejvoda.
- V rámci galakoncertu byla odhalena socha od Olbrama Zoubka. Sochu se jménem Vítej odhalil sochař spolu se šéfdirigentem České filharmonie Jiřím Bělohlávkem. Aktu se účastnila rodina Daubkova: George, jeho dcera Tatiana a manželka Cathy.
- Vystoupili operní pěvci Martina Janková, Dagmar Pecková, Štefan Margita a Adam Plachetka.Ti se také společně stali patrony dalšího stromu v zámeckém parku. Před galakoncertem se konal křest pamětní tabulky.
- Součástí Festivalu 2014 byla řada doprovodných aktivit: vydání CD Jarmila Novotná Opera Recital, spolupráce na pořadech Českého rozhlasu, účast na výstavě Hvězdy stříbrného plátna (Brno) a vydání reedice knihy Jarmila Novotná: Byla jsem šťastná, či doprovodná výstava galakoncertu.

### Festival 2015
Festival Jarmily Novotné 2015 se konal pod záštitou Ministerstva kultury a Americké ambasády v České republice.
- Na mezinárodním hudebním festivalu Pražské jaro se 23. května konal pěvecký koncert s podtitulem Pocta Jarmile Novotné. Na tomto koncertě vystoupil mezinárodně uznávaný (např. Vídeňská státní opera, Metropolitní opera v New Yorku) basbarytonista Adam Plachetka, člen poradního sboru Zámku Liteň, z.s. Uvedl své mladší kolegyně a kolegy, které společně s ním v Rudolfinu doprovodil Symfonický orchestr Českého rozhlasu pod taktovkou Tomáše Braunera.
- Ve spolupráci s Hudební fakultou Akademie múzických umění se konaly pěvecké mistrovské kurzy Adama Plachetky a Kateřiny Kněžíkové. Adam Plachetka se po svém loňském hostování v Litni stal členem umělecké rady festivalu. První běh mistrovských kurzů se uskutečnil na začátku dubna v prostorách HAMU v Praze. Dva vybraní studenti pak dostali možnost pokračovat spolu s dalšími adepty ve druhé polovině srpna v zámeckém areálu v Litni. Kurzy vyvrcholily společným vystoupením absolventů kurzu s Adamem Plachetkou a Kateřinou Kněžíkovou dne 26. srpna v historické budově Čechovny.
- Ve spolupráci s Metropolitní operou v New Yorku, Národní galerii v Praze a Obecním domem se uskutečnila výstava operních kostýmů Jarmily Novotné. Metropolitní opera ze svého depozitáře zapůjčila kostýmy, které si pro své role Cherubína, Oktaviána, Prodané nevěsty či Violetty nechala šít Jarmila Novotná a bezpočtukrát v nich stála na scénách Metropolitní opery a dalších světových operních domů. Výstavu bylo možné navštívit od 9. září 2015 až do 4. ledna 2016 v Obecním domě v Praze.
- Byla vydána první monografie o Jarmile Novotné s názvem Baronka v opeře. Jejím autorem je spisovatel, publicista a scenárista Pavel Kosatík. Kniha přináší nové souvislosti politické a kulturně historické.

### Festival 2016
Konal se pod záštitou ministra kultury Daniela Hermana.
- Zahájila ho putovní výstava o životě Jarmily Novotné s názvem Jarmila Novotná: Operní diva. Výstava se postupně konala v řadě českých měst. Jejím prvním zastavením bylo Muzeum Českého krasu v Berouně, kde byla k vidění od 27. ledna do 30. dubna 2016. Druhou zastávkou výstavy se ve dnech 6. července až 31. srpna 2016 stal rodný dům Gustava Mahlera v obci Kaliště u Humpolce.
- Po úspěchu z roku 2015 byl v rámci Mezinárodního hudebního festivalu Pražské jaro 2016 znovu uspořádán koncert s názvem Pocta Jarmile Novotné – tentokrát se sopranistkou Martinou Jankovou. Koncert se konal 20. května 2016 ve Dvořákově síni Rudolfina.
- Interpretační kurzy na HAMU byly zaměřeny na klasický zpěv, pod vedením Kateřiny Kněžíkové, a na barokní repertoár pod vedením Markéty Cukrové. Pěvecké lekce doprovázel šéfkorepetitor Národního divadla, Zdeněk Klauda. Kurzy byly završeny koncertem absolventů a jejich lektorů 19. srpna 2016 v historické budově Čechovny v Litni. Opakoval se pak 14. září 2016 v sále Martinů na Hudební a taneční fakultě Akademie múzických umění v Praze pod názvem „Ti nejlepší…“ a představil vybrané absolventy kurzů z let 2015 a 2016.
- Nad rámec těchto aktivit pořádaných v roce 2016, se organizace Zámek Liteň, z.s. stala producentem dokumentu o životě českého herce, spisovatele, básníka, hudebníka a divadelního režiséra Jiřího Suchého, který oslavil své 85. narozeniny. Premiéra dokumentu Jiří Suchý: Moje souboje a boje byla uvedena během trojice večerů s názvem Pocta Jiřímu Suchému, aneb Znám ještě starší lidi…, pořádaných 30. září, 1. a 2. října 2016 v divadle Semafor. Prostřední z večerů se uskutečnil v rámci Mezinárodního televizního festivalu Zlatá Praha.

### Festival 2017
Šestý ročník festivalu ke 110. výročí narození Jarmily Novotné, které připadlo na 23. září 2017, se konal pod záštitou ministra kultury Daniela Hermana a hejtmanky Středočeského kraje Ing. Jaroslavy Pokorné Jermanové.
- Dne 25. září 2017 se konalo v Rudolfinu operní gala Pocta Jarmile Novotné 2017 ve spolupráci českých a světových operních hvězd a Symfonického orchestru Českého rozhlasu. Na slavnostním večeru vystoupili pěvci Adam Plachetka, Aleš Briscein, Adriana Kohútková, Daniel Fally a Nina Tarandek. Orchestr vedl jeho šéfdirigent Ondrej Lenárd, moderoval Marek Eben.
- Specializací již čtvrtých pěveckých kurzů byl světový a český repertoár. Kurzy vedli Kateřina Kněžíková a Adam Plachetka ve dnech 9.–13. srpna 2017. Byly tradičně zakončeny společným koncertem absolventů a lektorů kurzů 13. srpna v Litni. Jejich první běh se konal 25. a 26. března 2017 na HAMU.
- Putovní výstava o životě Jarmily Novotné s názvem: Jarmila Novotná: Operní diva byla mezi 30. březnem a 28. květnem 2017 k vidění v Mytologické chodbě Valdštejnského paláce (Senát PČR).

### Festival 2018
Uskutečnil se pod záštitou ministra kultury Antonína Staňka a hejtmanky Středočeského kraje Jaroslavy Pokorné Jermanové s programem:
- Písňové studánky Martiny Jankové Tento koncert a vrchol festivalu se uskutečnil 9. září v sále Čechovny ve spolupráci s klavíristou Ivem Kahánkem a Ensemblem FLAIR.
- Martina Janková se ujala vedení 5. ročníku pěveckých kurzů v Litni. Kurzy vedla poprvé ve spolupráci s mezzosopranistkou Markétou Cukrovou ve dnech 20 .– 24. srpna. Závěrečný koncert se konal pod vedením operního režiséra Marka Mokoše v různých koutech zámeckého parku pod širým nebem.
- Ve spolupráci s Muzeem Českého krasu v Berouně byl zahájen projekt historického zmapování života a působení šlechtického rodu Daubků na liteňském panství v období vzniku samostatného Československa.
- Putovní výstava pokračovala dalším zastavením. Velkoformátové fotografie pěvecké legendy s biografickými daty byly po celý měsíc duben k vidění v knihkupectví a antikvariátu Fryč v Liberci. Výstava byla slavnostně zahájena 5. dubna vernisáží s doprovodným programem.

### Festival 2019
Osmý ročník festivalu se konal pod záštitou Ministerstva kultury ČR a hejtmanky Středočeského kraje Jaroslavy Pokorné Jermanové.
- Hlavní událostí festivalu byl Slavnostní koncert Festivalu Jarmily Novotné 2019, který se uskutečnil 20. září v Sukově síni Rudolfina. V písňovém programu vystoupili čerství absolventi Interpretačních kurzů v Litni 2019 společně s lektory kurzů, sopranistkou Martinou Jankovou a švýcarským klavíristou Gérardem Wyssem. Program ozvláštnila recitací veršů textů písní herečka Eliška Balzerová.
- 6. ročník Interpretačních kurzů v Litni 2019 vedly přední hudební osobnosti – Martina Janková, Gérard Wyss a Ivo Kahánek. V Písňové akademii Festivalu Jarmily Novotné nabídla Martina Janková výuku pěveckého oboru a oba klavíristé nově zprostředkovali studium písňové literatury pro klavír. Kurzy se uskutečnily ve dnech 14.–20. září s tradičním závěrečným koncertem 19. září v Litni.
- Součástí festivalu byla i premiéra dokumentu Olgy Sommerové o profesním a osobním životě Jiřího Suchého s názvem Lehce s životem se prát. Zámek Liteň, z.s. se stal koproducentem snímku. Kinopremiéra snímku se uskutečnila 25. září v pražském kině Lucerna, ještě předtím jej však zhlédli ve světové premiéře návštěvníci MFF Karlovy Vary a ověnčili jej Cenou diváků deníku Právo.
- Na podzim vyšla kniha Skutečný zpěv, v originále True Singing o technice zpěvu z pera světově uznávané pěvkyně a mentorky Margreet Honig. Knihu přeložila česká mezzosopranistka Markéta Cukrová. Knihu vydali nezisková organizace Zámek Liteň, z.s. a platforma VoiceWise Markéty Cukrové.
- 1. června na Den dětí hostil zámecký areál v Litni přehlídku základních uměleckých škol Středočeského kraje s názvem ZUŠ Open. Základní umělecké školy z regionu připravily program pro širokou veřejnost napříč hudebními obory i uměleckými žánry, na který byl vstup zdarma. Akce proběhla ve spojitosti s Dnem dětí v Litni.
- Zámek Liteň, z.s. spolupracoval na výstavním projektu Nevěsta prodaná do ciziny, mapujícím historii nejznámější opery Bedřicha Smetany v zahraničním kontextu. Součástí expozice je také vzpomínka na Jarmilu Novotnou a její vrcholnou éru v Metropolitní opeře. Výstava je otevřena v Národním muzeu – Muzeu B. Smetany od 6. března 2019 do 2. listopadu 2020.

### Festival 2020
Devátý ročník se konal pod záštitou ministra kultury Lubomíra Zaorálka a hejtmanky Středočeského kraje Jaroslavy Pokorné Jermanové.
- V srpnu festival již po sedmé pozval mladé pěvecké talenty k účasti na Pěveckých kurzech v Litni 2020 (22. – 27. srpna). Jejich lektorkami byly mezzosopranistka Markéta Cukrová a pedagožka HAMU doc. Helena Kaupová, které se ve výuce zaměřily na pěveckou techniku. Závěrečný koncert se uskutečnil 27. srpna 2020.
- 18.–20. září se v rámci festivalu poprvé konaly fotografické kurzy, které vedl slovenský fotograf Tono Stano. Kurzy byly zaměřeny na fotografování v různých světelných podmínkách.
- 3. října se podruhé otevřel zámecký areál v Litni přehlídce základních uměleckých škol Středočeského kraje s názvem ZUŠ Open. Nabídl bohatý program v podobě hudby, tance, divadla, výstav či workshopů.

### Festival 2021
- Vrcholnou událostí jubilejního 10. ročníku festivalu se stane mimořádný open air projekt Rusalka v parku. Půjde o koncertní provedení opery Rusalka Antonína Dvořáka, které zároveň připomene 120. výročí premiéry jedné z našich nejúspěšnějších oper. V hlavních rolích se představí elitní pěvci Kateřina Kněžíková, Richard Samek, Jan Martiník a Jana Kurucová. 28. srpna poprvé zažije zámecký park v Litni rozměrnou scénu, jejíž součástí bude multimediální produkce v režii bratrů Cabanů.
- Projektu budou předcházet tradiční Interpretační kurzy v Litni 2021 (14.–18. června), tentokrát pod pedagogickým vedením Margreet Honig a Simony Houda Šaturové. Kurzy budou završeny oblíbeným závěrečným koncertem 18. června.